# Constanza de Montcada
Constanza de Montcada y de Marsán (1245 - 1310) fue una vizcondesa de Marsán y condesa titular de Bigorra, hija de Gastón VII de Bearne, vizconde de Bearne, y de Mata de Matha, vizcondesa de Marsán.

## Biografía
Hija del vizconde Gastó VII de Bigorra y su esposa, Mata de Matha, y hermana de Margarita de Bearne.
El testamento de su abuela materna, Petronila de Bigorra, condesa de Bigorra y vizcondesa de Marsán, determinaba que Bigorra debía pasar a su hija mayor Alícia de Monforte y el vizcondado de Marsán a su hija pequeña, Mata de Matha. Alícia falleció en 1255 legando Bigorra a su hijo Eschivat IV de Chabanais y Mata falleció entre 1270 y 1273, legando Marsan a su hija Constanza. Gastón VII de Bearne apoyó a Eschivat para que este pudiera conservar su condado frente a las ambiciones de Simón V de Monforte, pero a la muerte de Eschivat denunció el testamento y reclamó Bigorra, que se disputó con otra pretendienta, Laura de Chabanais, hermana de Eschivat. No obstante, el rey Eduardo I de Inglaterra, señor feudal de los territorios en disputa, no aceptó la unión entre Bearne y Bigorra, ya que hacía de Gastón un noble demasiado poderoso, e hizo ocupar Bigorra por su lugarteniente Juan de Grailly, obligando a Gastón a retirar sus fuerzas del condado. Entonces, Constanza mandó llamar a Felipe IV de Francia, que ordenó la confiscación del condado basándose en una acta del conde Bernardo II de Bigorra, que interpretó como una donación.

## Matrimonio e hijos
Su tío, el rey Jaime I de Aragón, la hizo casar (1253) con Álvaro I de Urgel, pero éste la repudió. De este matrimonio nació una hija, Leonor de Urgel, casada con Sancho de Antillón.[cita requerida]
Entonces, en 1260 se casó, en Calatayud, con Alfonso de Aragón, hijo del rey Jaime I de Aragón y de Leonor de Castilla, pero éste falleció tres días después del enlace.
Entonces, se concertó su matrimonio con Enrique I de Navarra, pero éste no se llevó a cabo y, finalmente, se casó el 15 de mayo de 1269 con Enrique de Almain, hijo de Ricardo de Cornualles, conde de Cornualles (que después se convirtió en Rey de Romanos) y de Isabel Marshal; Enrique fue asesinado en Viterbo al cabo de dos años (el 13 de marzo de 1271).
En 1279 se casó con Aimón II, conde de Ginebra. De ninguno de los matrimonios tuvo hijos, más que del primero.